# Тіло Маач
Тіло Фрідріх Маач (нім. Thilo Friedrich Maatsch; 13 серпня 1900, Брауншвейг — 20 березня 1983, Кенігслуттер) — німецький художник, графік і скульптор. Представник конструктивізму, абстракціонізму і конкретного мистецтва.

## Життя та творчість
Ще в юному віці Маач починає цікавитися авангардним мистецтвом, в 16 років відвідує виставку Франца Марка. У 1918 році він вже професійно малює. У тому ж році Маач разом з Рудольфом Янсом і Йоганнесом Мольцаном створює в Брауншвейгу «Товариство друзів молодого мистецтва (Gesellschaft der Freunde junger Kunst)», до якого входять, зокрема, художники Ліонель Фейнінгер і Пауль Клее. Василь Кандинський, покровитель і наставник Маача, створює емблему цього товариства. У 1919 і 1921 роках Маач відвідує колонію художників у Ворпсведе, засновану Генріхом Фогелером. У 1920-ті він створює переважно абстрактно-геометричні, яскраво-барвисті полотна.
Так як живопис не давав художнику достатньо коштів, в 1922 році він вступає на вчительські курси і через два роки починає викладати в народній школі Гольцміндена. Однак, за його власним визнанням, «малюванням він займається настільки інтенсивно, що сім'я і професія перестають грати в його житті будь-яку роль». У 1924 році продає свою першу картину брауншвейзькому колекціонерові й меценату Отто Ральфсу, який завітав у його дім з подружжям Василем і Ніною Кандинськими, щоб вибрати полотно. В тому ж році художник знайомиться з Куртом Швіттерсом. У 1925 році Отто Ральфс організовує виставку робіт членів «Товариства друзів молодого мистецтва».
У зв'язку з фінансовими труднощами Маач не зміг здійснити мрію — пройти курс навчання у художній школі Баухауза, однак під час відпусток він все-таки там навчався: спершу в Веймарі, а потім у Дессау. Подружився в Баухаузі з П. Клее, Л. Фейнінгером, Ласло Могой-Надєм.
Кандинський, Клее і Могой-Надь дозволили Маачу вчитися і працювати в їх майстернях при Баухаузі. У 1925 році він стає членом Листопадової групи художників, в складі якої до 1932 року бере участь у «Великій берлінській художній виставці». У 1927 році відомий берлінський культурний діяч Герварт Вальден влаштовує персональну виставку робіт Маача у своїй галереї «Штурм», для якої відбирає 50 його графічних творів, 10 акварелей і кілька полотен.
Після приходу до влади в Німеччині націонал-соціалістів, в 1934 році Маача виключають з Імперського союзу художників, а його творчість оголошується «дегенеративним мистецтвом». Маач у цей час працює вчителем, під час Другої світової війни він — санітар на Східному фронті. З 1943 по кінець 1945 року художник знаходився в полоні у Радянському Союзі. Повернувшись до Німеччини, знову працює вчителем, займає посаду директора школи. У 1947 році його відвідує Ернст Юнгер, який відзначив згодом, що «учитель, мрійник, художник, перекладач, бібліофіл і археолог» Т. Маач знаходиться в стані душевної кризи.
У 1950-ті неодноразово виїжджає в Париж, беручи участь в різних заходах ЮНЕСКО. Приблизно з 1966 року в суспільстві знову виникає інтерес до його художньої творчості, в 1970–2000 роках проводяться численні виставки робіт Маача в Лондоні, Берліні, Кельні, Базелі, Брауншвейгу, Франкфурті-на-Майні, Нюрнберзі, Гамбурзі та ін.